# 더 송 리메인즈 더 세임 (영화)
더 송 리메인즈 더 세임(The Song Remains the Same)은 미국에서 제작된 조 마소 감독의 1976년 다큐멘터리 영화이다. 존 봄햄 등이 주연으로 출연하였다.

## 출연

### 주연
- 존 봄햄
- 존 폴 존스
- 지미 페이지